# Gerda Rodel
Gerda Rodel, geborene Neuwirth (* 31. Oktober 1914 in Bisenz, Mähren; † 3. Februar 1998 in Arbon TG), war eine Schweizer Journalistin und Sozialistin österreichischer Herkunft, die als kommunistischer und jüdischer Flüchtling in die Schweiz gekommen war. Verheiratet war sie mit dem sozialdemokratischen Politiker Ernst Rodel.

## Leben
Rodel wuchs in Bisenz als ältere von zwei Töchtern von Paul und Elfriede Neuwirth-Pollak auf. Der Vater betrieb dort eine Einlegerei für Sauerkraut und Gurken. Um 1921 zog die Familie nach Wien um, woher die Mutter stammte, und wohnte in der Wohnung der Schwiegereltern in der Leopoldstadt. Rodel machte eine Lehre als Bankangestellte in einem jüdischen Bankhaus. Es folgten Aktivitäten bei der Sozialistischen Arbeiter-Jugend, später im Kommunistischen Jugendverband. Neuwirth erlebte den Februaraufstand 1934 und seine blutige Niederschlagung durch die austrofaschistische Diktatur als Flugblattverteilerin. Danach arbeitete sie illegal in der Kommunistischen Partei. Sie war mit dem Kommunisten Franz Hreisemnou befreundet, der als Spanienkämpfer zu Tode kam. Nach dem Anschluss Österreichs ans nationalsozialistische Deutsche Reich emigrierte sie im März 1938 nach Paris.
In Frankreich fand die 24-jährige Kommunistin Jobs, als Hilfskraft und Redaktionssekretärin für die exilierte Weltbühne unter Hermann Budzislawski, für die Nouvelles d’Autriche oder als «Femme de ménage» und medizinische Masseurin. Nach dem Fall von Paris floh sie nach Südfrankreich und kam mit einer kleinen kommunistischen Gruppe in der Nähe von Grisolles bei Montauban unter. Im Herbst 1940 wurde sie von der Kommunistischen Partei bzw. vom KP-Funktionär Alfred Klahr in die Schweiz geschickt. Sie sollte eine Fluchtroute auskundschaften. Den Grenzübertritt schaffte sie nach einer Rückweisung über den Col de Balme aus Savoyen in den Kanton Wallis und lebte ein Jahr illegal in Zürich, bis sie verhaftet wurde. Danach war sie ein Jahr in Schweizer Gefängnissen und in den Flüchtlingslagern Sumiswald und Langenbruck. Als Haushaltskraft arbeitete sie zuerst in Murten, später in Arbon, dort lernte sie Ernst Rodel kennen, einen sozialistischen Politiker und Redaktor der Thurgauer Arbeiterzeitung.
1945 kehrte Gerda Neuwirth nach Wien zurück, um ein sozialistisches Österreich aufzubauen. Ihre ganze Familie, Vater, Mutter, Schwester Johanna und Schwager Julius Meisel sowie einige Tanten und Onkel, Cousins und Cousinen, waren von den Nationalsozialisten zuerst in das Protektorat Böhmen und Mähren geschickt und im Juli 1942 von Olmütz aus deportiert und vernichtet worden. Gerda Neuwirth arbeitete zunächst bei der kommunistischen Volksstimme. 1948 heiratete sie Ernst Rodel aus Arbon und kehrte in die Schweiz zurück.
Rodel-Neuwirth lebte danach als Journalistin in Arbon. Sie wurde als Kolumnistin («So leben wir alle Tage») der Thurgauer Arbeiterzeitung und als vermutlich erste regelmässige Gerichtsreporterin der Ostschweiz bekannt. Darüber hinaus engagierte sie sich als aktives Mitglied der Sozialdemokratischen Partei, suchte aber nie ein Amt. Mit zunehmendem Alter thematisierte sie die Behandlung von alten Menschen. Nach der Einstellung der Thurgauer Arbeiterzeitung schrieb sie für andere Regionalblätter und gelegentlich für die linke WOZ Die Wochenzeitung.